# Guido Boni
Guido Boni (* 7. Februar 1892 in Vicchio; † 15. Dezember 1956 ebenda) war ein italienischer Turner.

## Erfolge
Guido Boni nahm 1912 an den Olympischen Spielen in Stockholm teil und gehörte bei diesen unter anderem zur italienischen Turnriege im Mannschaftsmehrkampf. Dabei traten insgesamt fünf Mannschaften an, die aus 16 bis 40 Turnern bestanden und während des einstündigen Wettkampfs gleichzeitig antreten mussten. Bewertet wurden neben der Ausführung der Übungen an den Geräten auch das Verlassen und der Wechsel der Geräte sowie der Einmarsch zu Beginn. Am Ende wurden anhand eines Durchschnittswerts der einzelnen Nationen die Abschlussplatzierungen ermittelt. Neben den Italienern traten auch Turnriegen aus Ungarn, Großbritannien, dem Deutschen Reich und Luxemburg an. Mit 53,15 Punkten setzten sich die Italiener gegen ihre Konkurrenten durch. Die Ungarn erzielten indes 45,45 Punkte und belegten damit vor den drittplatzierten Briten mit 36,90 Punkten den zweiten Platz. Boni wurde somit Olympiasieger und erhielt zusammen mit Pietro Bianchi, Alberto Braglia, Giuseppe Domenichelli, Alfredo Gollini, Francesco Loi, Luigi Maiocco, Giovanni Mangiante, Lorenzo Mangiante, Serafino Mazzarocchi, Carlo Fregosi, Guido Romano, Paolo Salvi, Luciano Savorini, Adolfo Tunesi, Giorgio Zampori, Umberto Zanolini und Angelo Zorzi die Goldmedaille.
Darüber hinaus trat Boni auch im Einzelmehrkampf an, in dem unter anderem vier der fünf besten Turner aus der italienischen Mannschaft stammten. Alberto Braglia wurde mit 135,00 Punkten Olympiasieger, gefolgt von dem Franzosen Louis Ségura mit 132,50 Punkten und Serafino Mazzarocchi mit 131,50 Punkten. Boni verpasste mit 128,00 Punkten, die auch Giorgio Zampori erzielt hatte, als Vierter knapp die Medaillenränge.
Bei den ein Jahr später stattfindenden Weltmeisterschaften in Paris sicherte sich Boni sowohl an den Ringen als auch am Barren den Titelgewinn. An den Ringen teilte er sich diesen  mit Giorgio Zampori, am Barren mit Zampori sowie den Franzosen Marco Torrès und Laurent Grech. Im Mannschaftswettkampf gewann er mit Pietro Bianchi, Osvaldo Palazzi, Guido Romano, Paolo Salvi und Giorgio Zampori die Bronzemedaille.